# Robert Mugabe
Robert Mugabe (n. 21 februarie 1924, Kutama⁠(d), Zvimba⁠(d), Mashonaland West, Zimbabwe – d. 6 septembrie 2019, Tanglin⁠(d), Central Region⁠(d), Singapore) a fost un politician zimbabwean, care a fost președintele Republicii Zimbabwe din 1987 până în anul 2017. Între anii 1980 și 1987, Mugabe a fost prim-ministrul țării. Încetul cu încetul, Mugabe a instituit o dictatură brutală. Situația economică a statului este deplorabilă, inflația ajungând în 2008 la 2,2 milioane de procente. Populația suferă de foame, Mugabe răspunzând cererilor maselor cu măsuri brutale, care sunt condamnate de ONU și de organizațiile care militează pentru drepturile omului. Pe 21 noiembrie 2017 a fost prezentată demisia "cu efect imediat" ce au marcat sfârștiul a 30 de ani de conducere a Republicii Zimbabwe.

## Tinerețea și cariera
Robert Mugabe s-a născut și a copilărit în misiunea Kutama, astăzi disctrictul Zvimba, la nord de Harare (pe vremea aceea Salisbury).  El aparține poporului Shona, grupei Zezuru. Mugabe a fost crescut în spiritul credinței catolice și a fost la școli iezuite. A exclus posibilitatea de a deveni învățător la vârsta de 17 ani, când a ales să studieze la Colegiul Nativilor din Sudul Africii. El a studiat filosofie, pedagogie și economie și a promovat examenul de licență în anul 1952. El a predat apoi la școli din Driefontein, Salisbury (astăzi Harare) și Gwelo (astăzi Gweru) și a promovat prin studiu fără frecvență o licență în pedagogie. Din 1955 până în 1958 el a predat în orașul Lusaka, din fosta colonie britanică Rodezia de Sud, la Colegiul de Pregătit Cadre Didactice (englezăTeacher Training College). În 1958 a emigrat în nou-formatul stat Ghana, unde a predat în orașul Takoradi și s-a inspirat de la președintele Kwame Nkrumah. Acolo și-a cunoscut prima nevastă, Sally Francesca Hayfron. În închisoare rodezică, a studiat fără frecvență Dreptul la Universitatea din Londra.
Din anul 1996, Robert Mugabe este căsătorit cu fosta lui secretară, Grace Mugabe, care este cunoscută pentru stilul ei de viață luxurios. La aniversarea sa de 86 de ani au fost cheltuiți mai mult de 500.000 de dolari americani pentru șampanie și caviar. La aniversarea de 93 de ani a președintelui au fost cheltuiți aproximativ 1.9 milioane de euro. Cuplul are trei copii naturali.

## Premii și distincții
- Premiul Confucius 2015, versiunea chineză a Premiului Nobel pentru Pace.[21]

## Critici
În aprilie 2016, Mugabe, aflat de 28 de ani la putere, a fost surprins marți închinându-se în fața propriului portret, cu ocazia unei festivități de celebrare a 36 de ani de la recunoașterea independenței țării sale față de Regatul Unit.
În august 2016, Robert Mugabe a ordonat comandantului Poliției Republicane să aresteze întreaga delegație care a participat la Jocurile Olimpice de la Rio, numindu-i șobolani inutili.
Mandatul său a fost marcat de violență și de acte de intimidare și de o scădere a toleranței față de opoziția politică.